# CAC 40

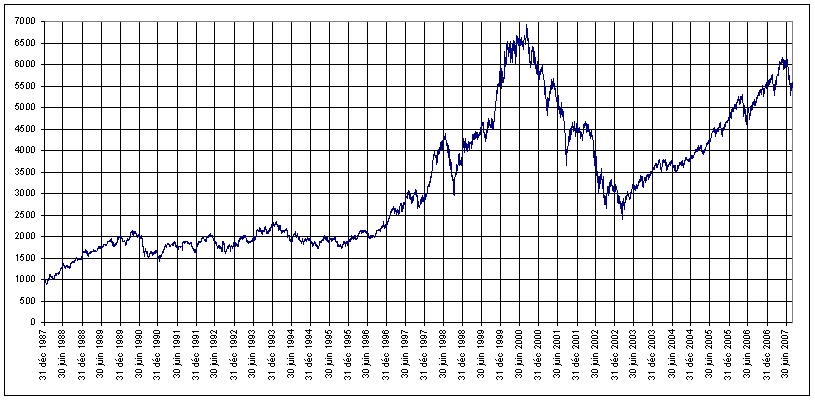
Valors del CAC 40 entre 1987 i 2007

El CAC 40 és el principal índex borsari de França. Les sigles CAC corresponen a l'expressió, en francès, Cotation assistée en continu (preu assistit en continu). El nombre 40 fa referència al fet que es basa en quaranta empreses. Opera a la Borsa de París. El codi ISIN per al CAC 40 calculat amb els dividends no reinvertits és el FR0003500008 i el seu codi memotècnic és el PX1. El codi ISIN del CAC 40 amb els dividends reinvertits és el QS0011131826, i té com a codi memotècnic el PX1NR.

## Altres índexs borsaris
- Indexcat
- Ibex 35